# Каза Муњајни (Арецо)
Каза Муњајни је насеље у Италији у округу Арецо, региону Тоскана.
Према процени из 2011. у насељу је живело 14 становника. Насеље се налази на надморској висини од 254 м.